# Grafo cociente
En teoría de gráficas, un grafo cociente o gráfica cociente es una gráfica construida a partir de un homomorfismo de gráficas mediante la siguiente construcción.
- Si {\displaystyle f:G\to H} es un epimorfismo de gráficas y {\displaystyle V(H)=\{v1,v_{2},\ldots ,v_{m}\}} es el conjunto de vértices de H, se pueden construir los conjuntos {\displaystyle S_{i}=f^{-1}(v_{i})}.
- La gráfica cociente {\displaystyle G/f} es la gráfica cuyo conjunto de vértices está dado por {\displaystyle \{S_{1},S_{2},\ldots ,S_{m}\}} y donde {\displaystyle S_{i}S_{j}} es una arista de {\displaystyle G/f} si y sólo si {\displaystyle v_{i}v_{j}} es una arista de {\displaystyle H}.

## Propiedades
- La gráfica cociente inducida por {\displaystyle f} es una gráfica isomorfa a {\displaystyle H}.
- Cualquier {\displaystyle k-}coloración de {\displaystyle G} corresponde a un epimorfismo de {\displaystyle G} en la gráfica completa {\displaystyle K_{k}}.